# Нахуша
На́хуша (санскр. नहुष, IAST: Nahuṣa) — известный царь из династии Айла. Он был сыном Аю, старшего сына Пурураваса и Прабхи, дочери Сварбхану. Нахуша правил в Пратиштхане. Он женился на Вирадж, дочери питаров. Согласно различным пуранам, у них было шесть или семь сыновей. Их старший сын Яти стал муни (аскетом). Нахуше наследовал его второй по старшинству сын Яяти.
Этот царь упоминается Ману как вступивший в конфликт с брахманами; его история с несколькими вариациями повторяется несколько раз в различных частях «Махабхараты», а также в пуранах.
Нахуша упоминается в «Натьяшастре» как царь, управлявший миром дэвов во время отсутствия Индры, совершавшего аскезы после убийства брахмана. Нахуша избавляет бхаратов от проклятия муни, которое они навлекли на себя, разыграв в собрании грубое и непристойное действо, сеющее адхарму, оскорбляющее эстетические чувства. Согласно проклятию, потомки Бхараты — его сто сыновей (бхараты-актёры) — должны были утратить своё высокое положение и уподобиться шудрам, вынужденным зарабатывать вознаграждение услугами другим людям. Нахуша увидев предстваление Натьи, исполняемое апсарами в мире Богов, восхитился им и отдал распоряжение учредить Натью на земле, в мире людей для блага всех. Поскольку снисхождение апсар к людям было невозможным, волю царя Нахуша исполнили бхараты, учредив на земле Натью и обучив ей своих детей от земных жен, они сняли проклятие, искупили свою вину и вернулись в Небесный мир.
Согласно одной из легенд, он исполнился страсти к Индрани, жене дэвы Индры, когда этот бог ушёл в изгнание после убийства брахмана, Вритры. Другая легенда рассказывает, как тысяча великих риши несла паланкин Нахуши, и случайно царь коснулся своей ногой Агастьи, который нёс его. Агастья проклял его, и Нахуша упал на землю и стал змеёй. В облике змеи Нахуша оставался многие годы до тех пор, пока братья Пандавы не избавили его от проклятия.